# Joan Antoni Estades de Moncaira i Bisbal
Joan Antoni Estades de Moncaira i Bisbal   (Gueux, 14 de novembre de 1939) és un genealogista mallorquí.

## Biografia
Fill, net i besnet d'una família de senyors de la Vall de Sóller, que ha col·laborat amb publicacions com el setmanari Sóller, L'Estel de Mallorca o Baleares i Última Hora (havent sigut d'aquest darrer corresponsal informatiu per la comarca de Sóller del 1967 al 1987). També col·laborà a alguns toms de la Gran Enciclopèdia de Mallorca i de manera especial a la veu: "Fornalutx". El seu avi patern Joan Baptista Estades de Moncaira i Bennàsser de Massana així com el besavi Joan Baptista Estades de Moncaira i Montaner i el rebesavi Bartomeu Estades de Moncaira i Socies de Fangar ocuparen càrrecs de batles constitucionals i jutges municipals al municipi mallorquí de Fornalutx d'on és originària la família establerta allà abans del segle xvii.
És Cavaller del Sant Sepulcre havent sigut investit com tal el 17 de gener de 1977 a la Catedral del Salvador de Saragossa pel Cardenal Príncep de Fustenberg que era el Gran Mestre d'aleshores de l'esmentat orde cavalleresc. Cavaller igualment de l'Ordre Constantiana de San Jordi o del Reial Estament Militar de Girona pertany igualment a la "Real Asociación Hidalgos de España" entre altres corporacions de caràcter nobiliari com descendent d'individus inscrits a la seva època a l'Allistament noble de Mallorca de l'any 1762. Acadèmic Corresponent de la Reial Acadèmia Mallorquina d'Estudis Genealògics, Heràldics i Històrics.
Fou fiscal del jutjat de pau del municipi de Fornalutx entre l'any 1976 i 1989 i jutge de pau suplent del 1989 al 1992.